# Shamal Sina'
Shamal Sina' (arabisk: شمال سيناء ) er et guvernement i den østlige del af Egypten, som udgør den nordlige halvdel af Sinaihalvøen. Dens arabiske navn betyder Nord-Sinai. Hovedstaden er byen Al 'Arish.
Området grænser mod nord til Middelhavet, mod øst til Gazastriben og Israel, mod syd til guvernementet Syd-Sinai og mod vest til guvernementerne as-Suwais, Al Isma'iliyah og Bur Sa'id (Port Said).

## Eksterne kilder og henvisninger
1. ↑  Areal og befolkning

- Wikimedia Commons har flere filer relateret til Shamal Sina'

31°4′N 33°48′Ø / 31.067°N 33.800°Ø